# Arne-Torben Voigts
Arne-Torben Voigts (* 10. April 1981 in Winsen (Luhe)) ist ein deutscher Journalist und Moderator.

## Leben und Wirken
Er studierte Kulturwissenschaften in Bremen und machte unter anderem Station bei „Nonstopnews“ TV-Agentur in Delmenhorst, „Campus-Radio“ der Universität Bremen, Radio Duisburg sowie bei „The New Indian Express“ in Bangalore in Indien. Von 2013 bis 2015 moderierte er das Magazin Einfach genial des MDR. Seit 2014 ist er als Nachfolger von Ludger Abeln Moderator bei Hallo Niedersachsen, einer Sendung des NDR Fernsehens. Ebenfalls moderiert er seit Juni 2018 auch im Radio bei NDR 1 Niedersachsen.
Voigts lebt mit seiner Frau seit 2014 wieder am Deister.